# Costantino Carrozza
Costantino Carrozza (Messina, 15 giugno 1937 – Catania, 31 gennaio 2016) è stato un attore e regista teatrale italiano.

## Biografia
Attore siciliano, nato a Messina da genitori catanesi, esordisce giovanissimo nella compagnia dell'oratorio di San Cristoforo. Trasferitosi successivamente a Milano, si diploma nel 1966 alla scuola del Piccolo Teatro, in diretto contatto con i maestri Paolo Grassi e Giorgio Strehler, lavorando con noti registi, da De Filippo a Bellocchio, da De Bosio a Chéreau, a Cobelli, accanto ad attori come Turi Ferro, Nando Gazzolo, Gabriele Lavia, Salvo Randone, Tino Carraro, Franco Parenti.
Altra tappa è stata la collaborazione con il Teatro Stabile dell'Aquila, nonché la collaborazione con la compagnia "Attori Associati", fondata da Enrico Maria Salerno, Ivo Garrani e Giancarlo Sbragia.
Dal 1977, a Catania, è stato direttore artistico e fondatore di "Quarta Parete", compagnia teatrale, scuola di recitazione e centro stabile di produzione, trasferitasi definitivamente presso il Teatro Valentino (di cui ne diverrà direttore dal 1995). Nel 1978 passa alla regia: al Teatro Sud di Catania, rappresenta la novità italiana di Guglielmo Negri, Catilina difende la Repubblica, per le scene e i costumi di Francesco Geracà. Negli anni successivi, la compagnia vedrà la presenza, fra i tanti, di Michele Abruzzo, Mita Medici, Lauretta Masiero, Lorenza Guerrieri, Paola Abruzzo, portando in tournée testi classici della grande tradizione teatrale da Pirandello a Molière, da Shakespeare alle fiabe musicali da Andersen e Calvino (anche per i cicli delle scuole materne e medie inferiori), ma anche commedie e farse d'ambientazione siciliana.
Dal 1980 al 1985 ha ricoperto il ruolo di Direttore artistico al Teatro Comunale di Vittoria con la compagnia "Quarta Parete". Per un breve periodo Carrozza è stato pure direttore artistico del Teatro Tenda di Brucoli e del Teatro Comunale di Misterbianco (stagione 1983-1984).
Nel 1985 la sua compagnia teatrale è al 2º posto nella Rassegna Nazionale di Teatro per ragazzi a Padova. In televisione, fra l'altro, nel ruolo dell'avvocato Guttadauro, ha girato tre episodi per la serie Il commissario Montalbano di Andrea Camilleri. Al cinema, nel film Un uomo perbene (1999) di Maurizio Zaccaro, è stato il maresciallo dei carabinieri Mercurio.
Nel 2013 venne premiato con l'Award "Lions and Tree".
Improvvisamente è morto al Teatro Valentino, a Catania, la sera del 31 gennaio del 2016, durante lo spettacolo, il trittico Tragico controvoglia, La patente e Campanaro, a 78 anni.

## Teatro

### Attore
Compagnia del Piccolo Teatro di Milano (1965-1972)
- I giganti della montagna (L. Pirandello) (quarta edizione), regia di Giorgio Strehler (3 maggio 1966).
- Il fattaccio del giugno (G. Sbragia), regia di Giancarlo Sbragia (26 febbraio 1968).
- Visita alla prova de "L'isola purpurea" (Michail Bulgakov), regia di Raffaele Maiello (4 dicembre 1968).
- Il crack (Roberto Roversi), regia di Aldo Trionfo (2 aprile 1969).[6]
- Timone d'Atene (W. Shakespeare, traduzione di Eugenio Montale), regia di Marco Bellocchio (29 dicembre 1969).
- Toller (Tankred Dorst, trad. Aloisio Rendi), regia di Patrice Chéreau (8 aprile 1970).
- Splendore e morte di Joaquìn Murieta (P. Neruda, traduzione di V. Bodini), regia di Patrice Chéreau (10 aprile 1970, prima rappresentazione europea).[7]
- W Bresci (Tullio Kezich), regia di Gianfranco De Bosio (26 febbraio 1971).
- Ogni anno punto e da capo (E. De Filippo), regia di Eduardo De Filippo (5 ottobre 1971).
- Il Bagno (Vladimir Majakovskij, trad. di Giuseppe Mariano), regia di Franco Parenti (26 gennaio 1972).
- Interrogazione all'Avana (Hans Magnus Enzensberger, trad. di Bruna Bianchi e Mario Rubino), regia di Alberto Negrin (26 aprile 1972).[8]

Messinscene (1973-1977)
- La pazzia di Chaillot (J. Giraudoux), regia di Giancarlo Cobelli Teatro Stabile dell'Aquila (Torino, Teatro Gobetti, 8 gennaio 1973).
- La figlia di Iorio (G. D'Annunzio), regia di Giancarlo Cobelli, Teatro Stabile dell'Aquila (Torino, Teatro Alfieri, 6 novembre 1973).
- Antonio e Cleopatra (W. Shakespeare, vers. it. di Corrado Augias), regia di Giancarlo Cobelli, Teatro Stabile dell'Aquila (4 gennaio 1975).
- La nuova colonia (L. Pirandello), regia di Virginio Puecher, Compagnia degli Associati (21 marzo 1975).
- La tempesta (W. Shakespeare, trad. di Fernanda Pivano), regia e scene di Virginio Puecher (Verona, Teatro Romano,  XXVII Festival Shakesperiano, 4 luglio 1975).
- Fuori i Borboni (Nicola Saponaro, A. Giupponi), regia di Alessandro Giupponi, Cooperativa Teatrale dell'Atto (28 febbraio 1976).
- Enrico V (W. Shakespeare), regia di Virginio Puecher (luglio 1976).
- Mahagonny (B. Brecht, K. Weill), regia di Virginio Puecher, Cooperativa Teatrale dell'Atto (8 gennaio 1977).[9]

### Regista
- Catilina difende la Repubblica (Guglielmo Negri) (1978)[10]
- Carosello Siciliano (Pirandello, V. Brancati, V. Mar Nicolosi, Martoglio) (1980)[11]
- Sicilian Graffiti (Francesco Eredia) (1981)[12]
- Il berretto a sonagli (L. Pirandello) (1981, 1995, 1998, 2010, 2013)
- Oh papà, povero papà, la mamma ti ha appeso nell'armadio ed io mi sento tanto triste (A. Kopit) (1983)
- Fuori i Borboni (N. Saponaro, A. Giupponi) (1983)
- Gira come la vuoi, ma qui ti aspetto! (Florio, Ruta) (1983)
- Il signor di Pourceaugnac (Molière) (1983, 1990)
- L'uomo disabitato (R. Alberti) (1984)[13]
- E fu così che una volta (C. Carrozza) (1984)
- Buio sulla ribalta (tratto da Checov a Shakespeare) (1985)
- L'eredità dello zio buonanima (A. Russo Giusti) (1985)
- Il D'Artagnan all'Unità d'Italia: svintolando la rial bantiera (N. Martoglio) (1987)
- Enrico IV (L. Pirandello) (1987)
- Le allegre comari di… Sicilia (W. Shakespeare) (1988)
- Le tre donne (Verga, Pirandello, Rosso di San Secondo) (1989, 2000, 2015)[14]
- Il medico per forza (Molière) (1992, 1996, 2003, 2013)
- Il tradito immaginario / Il medico innamorato (Molière) (1994, 1999)
- Una passeggiata tra le stelle (I. Calvino) (1994, 2009)
- Come ridevano i nostri nonni (N. Martoglio) (1995)
- Sganarello (Molière) (1995, 2003)
- Fiaba (I. Calvino) (1995)
- L'osteria del riccio (F. Lanza, rielaborato da V. Spampinato)[15] (1997)
- Il canto del cigno (A. Checov) (1998, 2005)
- Re Lear (W. Shakespeare) (1998, 2000)
- Civitoti in pretura (N. Martoglio) (1998)
- Come ridevano i nostri nonni (N. Martoglio) (1998)
- L'uomo dal fiore in bocca (L. Pirandello) (2001)
- Tragico controvoglia (A. Cechov) (2001, 2014, 2016)[16]
- L'orso (A. Cechov) (2001, 2006, 2014)
- Le esperienze di Giovanni Arce, filosofo (P.M. Rosso di San Secondo) (2001, 2002, 2003)
- Divina Commedia (Dante Aligheri) (2001)
- Canicola (P.M. Rosso di San Secondo) (2002, 2004)
- Omaggio a Pirandello (2002)[17]
- La morsa (L. Pirandello) (2002, 2007)
- Caccia al lupo (G. Verga) (2004)
- Il campanaro (ignoto siciliano) (2004, 2005, 2014, 2016)
- Il piacere dell'onestà (L. Pirandello) (2004)
- Le allegre comari di Windsor (W. Shakespeare) (2005, 2014)
- Il Cavaliere e i vestiti nuovi dell'Imperatore (H.C. Andersen) (2008)
- Carrapipana è (Vittorio Spampinato) (2009)
- La patente (L. Pirandello) (2009, 2016)
- Il malato immaginario (Moliere) (2010)
- La sgualdrina timorata (J.-P. Sartre) (2011)
- Scherzi comici (A. Checov) (2012)
- Ricorda con rabbia (J. Osborne) (2012)
- Orchidea Nera, gli amanti maledetti (M. Bruno) (2013)
- Tutto per bene (L. Pirandello) (2014)

## Filmografia

### Cinema
- Barbagia (La società del malessere), regia di Carlo Lizzani (1969)
- Caro Michele, regia di Mario Monicelli (1976)
- Italia a mano armata, regia di Marino Girolami (1976)
- Vinella e Don Pezzotta, regia di Mino Guerrini (1976)
- Il cinico, l'infame, il violento, regia di Umberto Lenzi (1977) – non accreditato
- Ecco noi per esempio..., regia di Sergio Corbucci (1977) – non accreditato
- Il nero muove, regia di Gianni Serra (1977)
- Io tigro, tu tigri, egli tigra, regia di Renato Pozzetto e Giorgio Capitani (1978) – non accreditato
- Fontamara, regia di Carlo Lizzani (1980)[18]
- La baraonda, regia di Florestano Vancini (1980) – non accreditato
- I fichissimi, regia di Carlo Vanzina (1981) – non accreditato
- L'uomo delle stelle, regia di Giuseppe Tornatore (1995)
- Volare!, regia di Vittorio De Sisti (1997)
- Un uomo perbene, regia di Maurizio Zaccaro (1999)
- Prima del tramonto, regia di Stefano Incerti (1999)
- Terra bruciata, regia di Fabio Segatori (1999)
- Nati stanchi, regia di Dominick Tambasco (2001)
- Eccezzziunale veramente - Capitolo secondo... me, regia di Carlo Vanzina (2006)
- Quell'estate felice, regia di Beppe Cino (2007)

### Televisione
- La commedia degli errori di William Shakespeare, regia di Ruggero Jacobbi e Maria Maddalena Yon, Secondo Programma il 17 marzo 1968.
- Questo matrimonio si deve fare di Vitaliano Brancati, regia di Claudio Fino. Secondo Programma il 23 luglio 1971.
- Il mondo di Pirandello, regia di Luigi Filippo D'Amico, episodio 2: L'altra faccia della giustizia[19] (1968)
- I Nicotera, regia di Salvatore Nocita, episodio 1 (1972)
- Senza uscita, regia di Salvatore Nocita, con Nando Gazzolo – miniserie TV, episodio Mia cara Anna, addio! Ti aspettavo per morire (1974)
- Il nero muove, regia di Gianni Serra  – miniserie TV (1977)
- Vita di Antonio Gramsci, regia di Raffaele Maiello – miniserie TV, episodio Curriculum mortis (1981)
- Fontamara, regia di Carlo Lizzani – versione estesa per la TV (1983)
- A che punto è la notte, regia di Nanni Loy – miniserie TV (1994)
- Positano, regia di Vittorio Sindoni – miniserie TV (1996)
- La piovra 9 - Il patto, regia di Giacomo Battiato – miniserie TV (1998)
- Il commissario Montalbano – serie TV, episodi 1x02-3x05-8x19 (1999-2001; 2011)
- Avvocato Porta 2 – serie TV (2000)
- Distretto di Polizia – serie TV, episodi 1x19-1x23 (2000)
- La squadra – serie TV (2002)
- Ultimo 3 - L'infiltrato, regia di Michele Soavi – miniserie TV (2004)
- Il bell'Antonio, regia di Maurizio Zaccaro – miniserie TV (2005)
- L'ispettore Coliandro – serie TV, episodio 1x01 (2006)
- Artemisia Sanchez, regia di Ambrogio Lo Giudice – miniserie TV (2008)
- L'onore e il rispetto – serie TV (2009-2012)
- Squadra antimafia Palermo oggi 3 – serie TV, 4 episodi (2011)
- Squadra antimafia Palermo oggi – serie TV, episodio 4x01 (2012)